# Patty Duke
Anna Marie (Patty) Duke (New York, 14 december 1946 – Coeur d'Alene, 29 maart 2016) was een Amerikaans actrice en  kindster. Voor haar werk in de film werd Duke bekroond met een Academy Award, Emmy Award en Golden Globe.

## Levensloop

### Jeugd
Duke werd in de New Yorkse wijk Queens geboren als dochter van caissière Frances (geboortenaam: McMahon) en handarbeider en taxichauffeur John Patrick Duke. Haar vader was een Ierse Amerikaan en haar grootmoeder van haar moederskant had Duits bloed. Hoewel de familie een aardig inkomen had, groeide Duke op onder zware omstandigheden. Haar vader was een alcoholist en haar moeder leed aan klinische depressie. Toen Patty zes jaar oud was, gooide haar moeder John Patrick uit huis. Duke zag haar vader hierna nog zelden en was er tot op een latere leeftijd niet van op de hoogte dat hij hierna zijn leven had verbeterd. Desondanks stierf John Patrick uiteindelijk op vijftigjarige leeftijd, als gevolg van zijn alcoholisme.
Frances liet de zorg van de jonge Duke over aan haar managers John en Ethel Ross toen Patty acht jaar oud was. Zij zagen potentie in Duke als kindster en gaven haar een nieuwe identiteit, inclusief de naam 'Patty'. Duke schreef in haar autobiografie dat ze het bij de familie Ross zwaar te verduren had. John en Ethel waren allebei alcoholisten en mishandelden haar regelmatig. Later begonnen ze ook seksueel misbruik van haar te maken.
John en Ethel Ross dwongen Duke iedereen te vertellen dat ze pas zes jaar oud was. Ze brachten haar mee naar audities en het duurde niet lang voordat Duke haar eerste rol speelde. Op achtjarige leeftijd maakte ze haar debuut in het theater. Al aan het begin van haar carrière speelde ze tegenover verschillende grootheden, waaronder Helen Hayes, Laurence Olivier, Gloria Vanderbilt en Richard Burton. Vanaf 1956 kreeg ze ook gastrollen op televisie. Haar filmdebuut volgde in 1958, met de titelrol in The Goddess. Een ander groot project van Duke uit de jaren 50 was een rol in de soapserie The Brighter Day en de rol van Tootie in een filmbewerking van het bekende verhaal Meet Me in St. Louis.

### Doorbraak
Toen John Ross in een artikel las dat er gezocht werd naar een jonge actrice voor de rol van Helen Keller in het opkomend toneelstuk The Miracle Worker, begon hij onmiddellijk Duke voor te bereiden op de rol. Na een jaar intensieve training deed Duke auditie en werd tegenover Anne Bancroft gecast. Het toneelstuk ging in oktober 1959 in première op Broadway en werd een groot succes. Duke kreeg alle lof van de critici en werd onder een groot publiek opgemerkt.
Haar thuissituatie bleef echter bedroevend. Om niet controle over de inmiddels dertienjarige Duke te verliezen, gaven John en Ethel Ross haar alcohol en voorgeschreven pillen. Ze bleef de gehele duur van The Miracle Worker de rol spelen. Het toneelstuk had uiteindelijk 719 optredens, voordat het doek in 1961 viel. Duke werd hierna gecast in het toneelstuk Isle of Children, waarin ze een terminaal ziek meisje speelde. Het toneelstuk opende in 1962, maar werd ondanks positieve reacties na elf optredens stopgezet.
Duke bleef echter niet lang stilzitten. Een filmbewerking van The Miracle Worker werd gemaakt en Duke werd opnieuw de rol van Helen Keller aangeboden. Deze filmversie uit 1962 werd kritisch geprezen en Duke werd genomineerd voor een Golden Globe. Hoewel ze deze verloor van Angela Lansbury voor haar rol in The Manchurian Candidate (1962), won ze niet veel later de Academy Award voor Beste Vrouwelijke Bijrol. Duke was zestien jaar oud toen ze de Oscar ophaalde en was destijds de jongste actrice om met deze prestigieuze prijs bekroond te worden.

### Tieneridool
Duke's debuut in de film betekende haar internationale doorbraak. Ze werd overal herkend en kreeg in 1963 haar eigen televisieserie The Patty Duke Show. Hiermee was ze, op 16-jarige leeftijd, de jongste actrice om een televisieserie naar zichzelf genoemd te krijgen. Duke speelde in de komedieserie een dubbelrol en er werd veel werk van haar geëist. Omdat ze nog minderjarig was, mocht ze van de wet in Californië slechts enkele uren per dag werken. Om die reden werden de opnames verplaatst naar New York, waar Duke wel langere werkdagen mocht hebben.
De serie groeide uit tot een enorm succes. Duke was inmiddels een tiener en de familie Ross kwam met strengere regels om haar in bedwang te houden. Ze mocht uiteindelijk geen contact meer hebben met haar eigen familie. Zelfs toen haar vader kwam te overlijden, gunde John en Ethel Ross haar geen tijd om te rouwen, omdat ze inmiddels was uitgegroeid tot een populair tieneridool en al haar tijd in haar carrière moest steken. Zo bracht ze in 1965 haar eerste single "Don’t Just Stand There" uit. Het liedje werd een groot succes en kwam in de top 40 terecht. In 1968 volgde haar tweede single "Dona Dona".
In haar periode in New York was Duke verliefd geworden op producent Harry Falk. John en Ethel Ross vreesden dat Duke hen zou verlaten voor Falk en zorgden er in 1965 voor dat het laatste seizoen van The Patty Duke Show werd opgenomen in Californië. Falk volgde Duke echter naar Los Angeles en de twee zetten hier hun affaire voort. Tijdens de opnames van de film Billie (1965) besloot ze de familie Ross te verlaten. Op 26 november dat jaar trouwde ze met de toen 32-jarige Falk. Niet veel later deed ze een poging het geld op te halen voor al die jaren dat ze had gewerkt, maar ontdekte dat John en Ethel Ross bijna alles hadden uitgegeven.
Het kwam aan als een harde slag. Ze zocht haar heil in de drank en drugs. Ze raakte depressief en werd hiervoor verschillende keren opgenomen. Duke genas echter niet en deed om die reden verscheidene zelfmoordpogingen. Daarnaast begon ze te lijden aan anorexia nervosa. In een relatief korte periode viel ze af van 105 naar 70 pond. In haar autobiografie verklaarde ze dat ze zichzelf begon uit te hongeren omdat ze weigerde volwassen te worden. Ze schreef dat anorexia nervosa ervoor zorgde dat ze klein bleef. Falk kon niet goed met haar problemen omgaan en kreeg een affaire. Toen Duke dit ontdekte, vroeg ze een scheiding aan. Deze zou pas in 1969 definitief zijn.

### Volwassen rollen
The Patty Duke Show werd in 1966 van de buis gehaald. Hierna kreeg ze de rol van de volwassen en drugsverslaafde actrice Neely O'Hara in de film Valley of the Dolls (1967). Duke beschreef deze periode als een van de donkerste uit heel haar leven, omdat ze nauwelijks overweg kon met haar collega's en regisseur Mark Robson. De film werd een grote flop en Duke kreeg slechte kritieken voor haar vertolking. Ook haar volgende film Me, Natalie (1969) bleek geen succes. Duke begon zich opnieuw te richten op haar carrière in de televisie en verscheen in de televisiefilm My Sweet Charlie (1970). De film had een van de hoogste kijkcijfers ooit en Duke werd opnieuw genomineerd voor een Emmy Award.
Ondertussen kreeg de inmiddels 24-jarige Duke een relatie met de 17-jarige Desi Arnaz. De media beschreef hun relatie als een schandaal. Arnaz beëindigde hun relatie op aanraden van zijn moeder, Lucille Ball. Niet veel later kreeg ze een affaire met de zestien jaar oudere acteur John Astin. Ze werd zwanger maar stelde Astin pas maanden later hiervan op de hoogte. Tijdens haar zwangerschap trouwde ze op 26 juni 1970 met Michael Tell, een man die ze nauwelijks kende maar later wel de biologische vader van het kind bleek te zijn. Ze verklaarde dat ze dit deed uit angst anders een buitenechtelijk kind te hebben. Ze scheidden al dertien dagen later. Vlak na de geboorte van haar zoon Sean herenigde ze met Astin. Ze trouwden op 5 augustus 1972. Duke kreeg op dat moment ook de voogdij over Astins drie zonen uit zijn vorig huwelijk. Zij waren op dat moment acht, elf en twaalf jaar oud.
In deze periode was Duke voornamelijk te zien in televisiefilms. In 1979 verscheen ze opnieuw in The Miracle Worker, maar deze keer in de rol van Annie Sullivan. Tieneractrice Melissa Gilbert nam de rol van Helen Keller op zich en vertelde later dat ze goed overweg kon met Duke. In 1982 kreeg ze een rol in de televisieserie It Takes Two. In deze periode kreeg Duke last van manische aanvallen, veroorzaakt door haar depressie. Nadat ze haar kinderen had proberen aan te vallen, stapte ze naar de dokter. Hij constateerde dat Duke leed aan bipolaire stoornis. Om deze ziekte onder bedwang te houden, was Duke genoodzaakt lithium te nemen.
Hoewel haar behandelingen succesvol bleken te zijn, had haar huwelijk met Astin gefaald. In 1985 scheidden ze. Een jaar later trouwde ze met Michael Pearce, een man die ze toen zes maanden kende. In 1987 bracht ze haar autobiografie Call Me Anna uit. Het boek werd een groot succes en het was de eerste keer dat Duke publiekelijk sprak over haar ziektes. In 1989 adopteerden Pearce en Duke een jongen die ze Kevin noemden.

## Filmografie (selectie)
- The Miracle Worker (1962)
- Billie (1965)
- The Daydreamer (1966)
- Valley of the Dolls (1967)
- Me, Natalie (1969)
- My Sweet Charlie (1970)
- Two on a Bench (1971)
- She Waits (1972)
- You'll Like My Mother (1972)
- Nightmare (1974)
- Look What's Happened to Rosemary's Baby (1976)
- Fire! (1977)
- Killer on Board (1977)
- Hanging by a Thread (1979)
- The Miracle Worker (1979)
- The Babysitter (1980)
- Mom, the Wolfman and Me (1980)
- Please Don't Hit Me, Mom (1981)
- The Violation of Sarah McDavid (1981)
- Something So Right (1982)
- By Design (1982)
- September Gun (1983)
- Best Kept Secrets (1984)
- George Washington (1984)
- George Washington II: The Forging of a Nation (1986)
- A Time to Triumph (1986)
- Amityville: The Evil Escapes (1989)
- Everybody's Baby: The Rescue of Jessica McClure (1989)
- Always Remember I Love You (1990)
- Call Me Anna (1990)
- Absolute Strangers (1991)
- Grave Secrets: The Legacy of Hilltop Drive (1992)
- A Killer among Friends (1992)
- Last Wish (1992)
- Family of Strangers (1993)
- A Matter of Justice (1993)
- Cries from the Heart (1994)
- One Woman's Courage (1994)
- Race against Time: The Search for Sarah (1996)
- A Christmas Memory (1997)
- When He Didn't Come Home (1998)
- Love Lessons (2000)
- Miracle on the Mountain: The Kincaid Family Story (2000)
- Little John (2002)

### Televisieseries
- The United States Steel Hour (1958-1962)
- The Patty Duke Show (1963-1966)
- Insight (1974-1983)
- Captains and the Kings (1976), miniserie
- It Takes Two (1982-1983)
- Hail to the Chief (1985)
- Karen's Song (1987)
- Amazing Grace (1995)
- Touched by an Angel (1998-2003)

## Publicaties
- Call Me Anna (1987)
- Brilliant Madness: Living with Manic Depressive Illness (1992)
- In The Presence of Greatness—My Sixty Year Journey as an Actress (2018); met William J. Jankowski, postuumrelease